# Fay-aux-Loges
Fay-aux-Loges är en kommun i departementet Loiret i regionen Centre-Val de Loire strax norr Frankrikes mitt. Kommunen ligger i kantonen Châteauneuf-sur-Loire som tillhör arrondissementet Orléans. År 2022 hade Fay-aux-Loges 3 846 invånare.

## Befolkningsutveckling
Antalet invånare i kommunen Fay-aux-Loges
| Referens: INSEE |